# Józef Malinowski
Józef Kazimierz Malinowski (ur. 19 lutego 1812 we Lwowie, zm. 7 lutego 1890 tamże) – adwokat, działacz społeczny, honorowy obywatel Lwowa.

## Życiorys
Ukończył prawo na Uniwersytecie Lwowskim, doktoryzował się w Wiedniu. Po zdaniu egzaminu, mianowany adwokatem we Lwowie (1850). W latach 1848–1855 zasiadał w Radzie Miejskiej Lwowa. Był członkiem Galicyjskiej Kasy Oszczędności, Towarzystwa Sztuk Pięknych oraz prezesem Kasyna Miejskiego. Organizował lwowskie Towarzystwo Muzyczne, którego był późniejszym prezesem. Dwukrotnie powoływany na członka Trybunału Stanu (1881). Był także członkiem wielu stowarzyszeń humanitarnych.
W 1880 utworzył fundacje w wysokości 100 000 zł na rzecz adwokatów, artystów, rzemieślników i sług. Władze miejskie doceniając jego wkład przyznały mu tytuł honorowego obywatela miasta w dniu 14 lipca 1881, a cesarz Franciszek Józef – Order Żelaznej Korony III klasy.